# کاپولونا

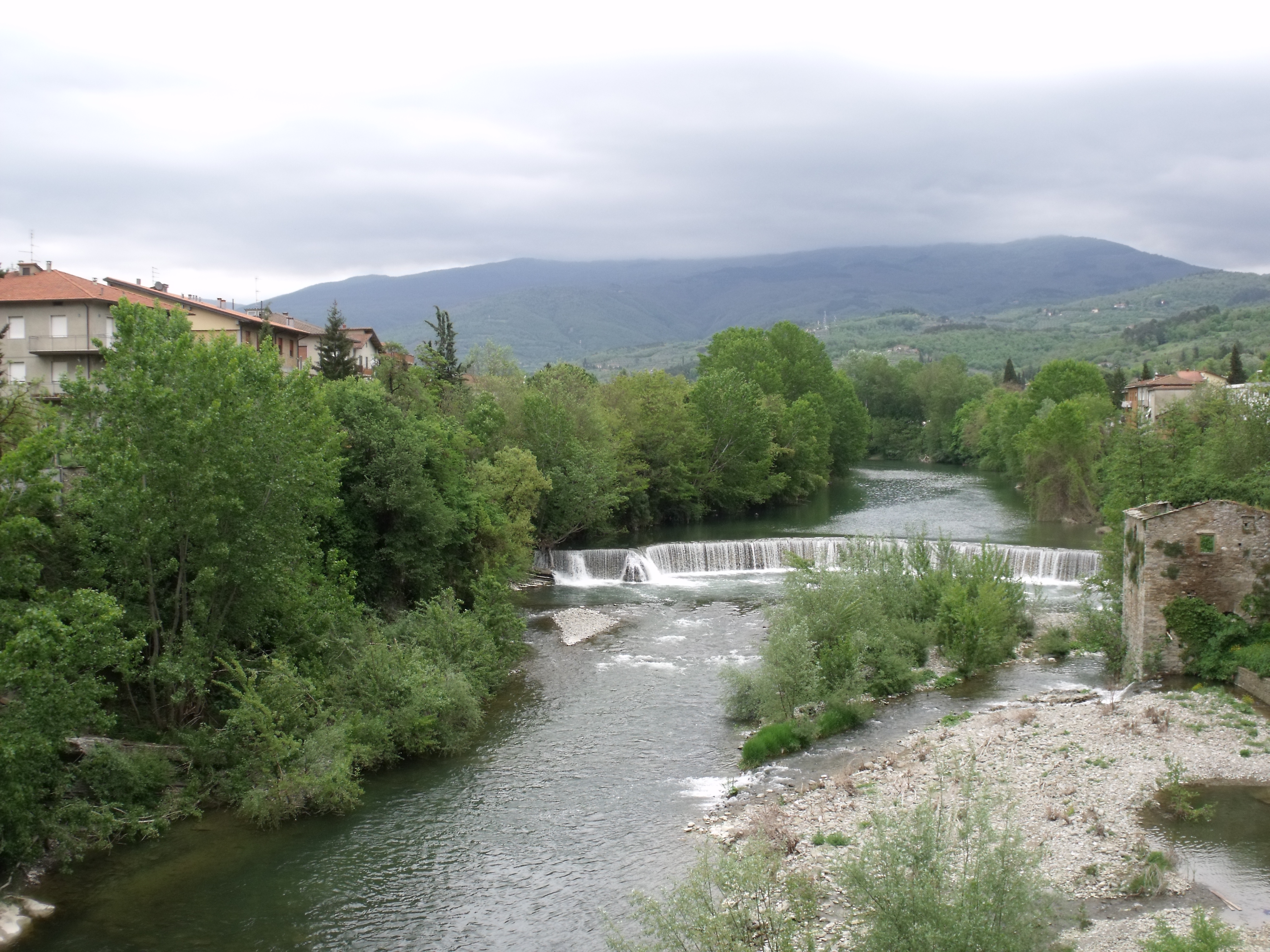

کاپولونا (به ایتالیایی: Capolona) یک کومونه در ایتالیا است که در استان آرتزو واقع شده‌است.

## خصوصیات
کاپولونا ۴۷ کیلومترمربع مساحت و ۴٬۸۰۷ نفر جمعیت دارد و ۲۶۳ متر بالاتر از سطح دریا واقع شده‌است.